# Araneus fistulosus
Araneus fistulosus là một loài nhện trong họ Araneidae.
Loài này thuộc chi Araneus. Araneus fistulosus được Pelegrin Franganillo-Balboa miêu tả năm 1930.